# Korkeasaari (ö i Finland, Birkaland, Tammerfors, lat 61,67, long 24,62)
Korkeasaari är en ö i Finland. Den ligger i sjön Koljonselkä och i kommunen Orivesi i den ekonomiska regionen Tammerfors och landskapet Birkaland, i den södra delen av landet, 170 km norr om huvudstaden Helsingfors. Öns area är 2,8 hektar och dess största längd är 250 meter i öst-västlig riktning.